# NGC 4158
NGC 4158 је спирална галаксија у сазвежђу Береникина коса која се налази на NGC листи објеката дубоког неба.
Деклинација објекта је + 20° 10' 33" а ректасцензија 12h 11m 10,2s. Привидна величина (магнитуда) објекта NGC 4158 износи 12,1 а фотографска магнитуда 12,9. Налази се на удаљености од 38,9000 милиона парсека од Сунца. NGC 4158 је још познат и под ознакама UGC 7182, MCG 3-31-60, CGCG 98-84, IRAS 12086+2027, PGC 38802.